# Свінов Ілля Євгенович
Ілля Євгенович Свінов (рос. Илья Евгеньевич Свино́в, нар. 25 вересня 2000, Тольятті, Росія) — російський футболіст, воротар клубу «Спартак» (Москва).
На правах оренди грає у воронезькому «Факелі».

## Ігрова кар'єра
Ілля Свінов є вихованцем тольяттінського футболу. У віці 19 - ти років він дебютував у складі клубу ПФЛ «Лада-Тольятті». На почтаку 2019 року воротар перейшов у інший клуб ПФЛ «Носта» з Новотроїцька, де провів два сезони.
Першу половину сезону 2021/22 Ілля Свінов провів у клубі ФНЛ «Факел» з Воронежа. З 1 січня 2022 року вступив в дію контракт, який воротар підписав з московським «Спартаком» до літа 2025 року. Та за дуругу половину сезону Свінов в основі «Спартака» не провів жодного матчу, зігравши лише у трьох поєдинках у складі «Спартак-2». І в липні 2022 року воротар повернувся до «Факела» на правах оренди до кінця сезону. І 6 серпня Свінов дебютував на рівні РПЛ.

## Особисте життя
Рідний брат Іллі Артем також професійний футболіст. Та через травму рано закінчив ігрову кар'єру.